# 西津街道
西津街道，是中华人民共和国安徽省宣城市宁国市下辖的一个乡镇级行政单位。

## 行政区划
西津街道下辖以下地区：
城东社区、城西社区、城北社区、城中社区、北园社区、津北村、潘村、凤形村、罗溪村、双溪村和大村。